# Wanda Plaza (Kunming)
Le Wanda Plaza est un ensemble de deux tours jumelles de 67 étages construits en 2016 à Kunming dans la province du Yunnan en Chine. Les deux gratte-ciel ont s'élèvent à 317,8 mètres